# Alicia Garza
Alicia Garza (* 4. ledna 1981) je americká aktivistka za občanská práva a spisovatelka, známá jako spoluzakladatelka mezinárodního hnutí Black Lives Matter. Angažovala se v otázkách zdravotnictví, studentských programů a práv, práv pracujících v domácnosti, ukončení policejní brutality, boje proti rasismu a násilí na transgenderových a genderově nekonformních barevných lidech. Její komentáře publikovaly deníky The Guardian, The Nation, Rolling Stone a Truthout. V současné době řídí speciální projekty v National Domestic Workers Alliance a je ředitelkou Black Futures Lab.

## Mládí avzdělání
Garza se narodila 4. ledna 1981 v Oaklandu v Kalifornii svobodné matce. První čtyři roky života strávila v San Rafaelu, kde žila se svou afroamerickou matkou a jejím bratrem-dvojčetem. Poté žila s matkou a nevlastním židovským otcem a vyrůstala jako Alicia Schwartz v rasově a nábožensky smíšené domácnosti. Garza se hlásí k židovskému vyznání. Rodina žila nejprve v San Rafaelu a poté v Tiburonu a provozovala obchod se starožitnostmi, v němž jí později pomáhal její o osm let mladší bratr Joey. Když jí bylo 12 let, Alicia se zapojila do aktivismu a zasazovala se o školní sexuální výchovu v oblasti antikoncepce. Když se zapsala na Kalifornskou univerzitu v San Diegu (UCSD), pokračovala ve svém aktivismu ve studentském zdravotním středisku a zapojila se do studentského sdružení, které požadovalo vyšší platy pro univerzitní údržbáře. V posledním roce studia pomáhala organizovat první konferenci barevných žen, celouniverzitní sjezd, který se konal na UCSD v roce 2002. V roce 2002 úspěšně zakončila studium antropologie a sociologie.

## Kariéra

### School of Unity and Liberation (SOUL)
V roce 2003 se Garza vrátila do Bay Area, kde zahájila vzdělávací program v oblasti politického vzdělávání v rámci School of Unity and Liberation (SOUL), která učila mladé barevné lidi, jak se organizovat, a zapojovala je do místních komunitních organizací v západním Oaklandu. Garza začala spolupracovat s organizací Just Cause Oakland, kde se setkala se svým bývalým partnerem Malachim Garzou, transsexuálem a komunitním aktivistou.

### People United for aBetter Life in Oakland (PUEBLO)
Po absolvování stáže v SOUL se Garza zapojila do kampaně, která zkoumala vztah mezi větším ekonomickým zajištěním barevných lidí a větší bezpečností komunity. V rozhovoru pro Vanity Fair uvedla: „Vytváření pracovních příležitostí v místních komunitách je lepší alternativou k řešení kriminality a násilí než navyšování policejních rozpočtů.“ Jejím prvním projektem v rámci iniciativy PUEBLO bylo zorganizování místního protestu proti plánované výstavbě obchodního domu Walmart ve východním Oaklandu.
Když místní pracovní výbor odvolal svou účast na protestu proti Walmartu, PUEBLO se nepodařilo uspět. V roce 2005 byl v této oblasti otevřen první Walmart.

### People Organized to Win Employment Rights (POWER)
Po odchodu z PUEBLO spolupracovala Garza rok se Studentskou asociací Kalifornské univerzity, kde propagovala aktivismus mezi studenty. V roce 2005 se zapojila do organizace People Organized to Win Employment Rights (POWER) v Bayview-Hunters Point.
POWER je „multirasová a multilingvální občanská organizace Afroameričanů a Latinoameričanů, která usiluje o získání ekonomické, environmentální, rasové a genderové spravedlnosti. POWER, jejímž hlavním posláním jsou kampaně založené na určitých tématech, rozvoj vůdčích dovedností a budování hnutí, vytváří kolektivní sílu dělnických rodin, aby mohly mít vliv na osudy svých komunit a pracovišť.“
Zasazovala se o navýšení finančních prostředků na sociální bydlení a jeho údržbu, aby pomohla majitelům domů při překládání podzemního elektrického vedení. Jednalo se o projekt v hodnotě 7 miliard dolarů, jehož cílem bylo přeměnit 250 akrů půdy, včetně radioaktivitou zamořeného území, směrem k oblasti Bayview, která je nejméně dostupná veřejnou dopravou. Byla schválena bezplatná doprava pro mladé lidi a rozšířena na seniory a osoby se zdravotním postižením. V témže roce vydali organizátoři POWER knihu analyzující, jak kapitalismus a imperialismus ohrožují živobytí barevných dělnických komunit v San Franciscu a Bay Area. V opozici vůči proměnám, které pozorovali ve svých komunitách, vytvořila POWER koalici dalších skupin proti developerské společnosti Lennar. Vzhledem k tomu, že proti nim stál Gavin Newsom, většina představitelů Demokratické strany a společnost Lennar, POWER prohrála. Výsledkem bylo, že příslušná volební iniciativa, prohrála 37 % ku 63 %.

### National Domestic Workers Alliance
Po krátké pracovní přestávce se Alicia Garza připojila k National Domestic Workers Alliance a vytvořila program zaměřený na černošské pracovníky v domácnosti. Krátce předtím Garza spolu s Patrisse Cullors a Opal Tometi založila hnutí Black Lives Matter.

### Black Lives Matter
Spolu s Opal Tometi a Patrisse Cullors stála u zrodu hashtagu Black Lives Matter. Garza se zasloužila o vznik tohoto hesla, když po zproštění obžaloby George Zimmermana z vraždy Trayvona Martina v červenci 2013 napsala na Facebook: „Stále mě překvapuje, jak málo záleží na životech černochů… Na našich životech záleží.“ Cullors tento text sdílela s hashtagem #BlackLivesMatter. Zarazila ji také podobnost Trayvona Martina s jejím mladším bratrem Joeym, přičemž měla zato, že místo něj mohl být klidně zabit Joey. Podnětem k založení hnutí Black Lives Matter byly vraždy černochů spáchané policií, rasové nerovnosti v americkém trestněprávním systému, plošné věznění, militarizace policie a přehnaná kriminalizace. Hnutí se vzniklo a příspěvek Garzy se stal populárním zejména poté, co se po smrti Michaela Browna objevily protesty ve Fergusonu ve státě Missouri.
Garza byla v roce 2015 v čele Freedom Ride to Ferguson, kterou zorganizovali Cullors a Darnell Moore a která odstartovala vznik dalších sekcí BlackLivesMatter po celých Spojených státech i ve světě. Garza však nepovažuje hnutí BlackLivesMatter za svůj výtvor, její práce je podle ní pouze pokračováním odporu, který černoši v Americe vedou. Hnutí a Garza se zasloužily o popularizaci využívání sociálních médií k masové mobilizaci ve Spojených státech; jde o postup nazývaný „zprostředkovaná mobilizace“. Tuto metodu využila i další hnutí, například hnutí #MeToo.

### Lady Don't Take No
10. dubna 2020 Garza debutovala se svým podcastem Lady Don't Take No, pojmenovaným podle písně „Lady Don't Tek No“ od skupiny Latyrx. Je to pocta Bay Aree, kde diskutuje o „politických komentářích se špetkou doporučení ohledně krásy“.

### Kniha
Garzina první kniha The Purpose of Power: How We Come Together When We Fall Apart vyšla v říjnu 2020 v nakladatelství Penguin Random House. Kniha, popisovaná jako „základní příručka“, vypráví Garzin příběh aktivistky a přináší poznatky pro její následovníky.
„Moje zkušenost s BLM mi zocelila kůži a obměkčila srdce. naučila mě, jak se znovu zapojit do práce, která mi každý den lámala srdce,“ uvedla Garza v knize. Na otázku ohledně tohoto citátu pak v rozhovoru s Angelicou Ross odpověděla: „Chtěla jsem, aby lidé viděli pod pokličku a za oponu toho, co se kolem této práce odehrává. Zažila jsem pocit, že nejsem pro tuto práci stvořená, a chtěla jsem toto hnutí polidštit“.

### Významnost
Garza byla jednou z protestujících, kteří v roce 2014 blokovali vlak BART v kalifornském Oaklandu. Jakmile tento protest skončil, Garza se stala zakladatelkou nové generace bojovníků za občanská práva. Garza je nyní 27. nejvlivnější Afroameričankou (za svou kolegyní Patrisse Cullors) v žebříčku Root 100, každoročním přehledu vlivných černochů. Přednášela před posluchači po celých Spojených státech amerických, od odborových svazů až po Úřad vysokého komisaře OSN pro lidská práva.